# Infermità mentale
Per infermità mentale o infermità di mente, in diritto, si intendono quei disturbi mentali che comportano l'alterazione di una o più funzioni psichiche e l'agito di una particolare manifestazione sintomatica. Assumono particolare valore in campo psicopatologico forense quando si esprimono come manifestazioni sintomatiche nell'atto criminale.
Sarà compito del consulente nominato dal giudice (uno psichiatra o uno psicologo con specifica formazione in ambito forense) valutare la possibile esistenza di un legame tra il disturbo mentale e l'atto commesso. Ciò permetterà di conferire o meno al reato, caratteristica di infermità. 

## Vizio di mente
In diritto penale, il concetto di infermità mentale è legato a quello di vizio (totale o parziale) di mente, al fine di rilevare o meno l'imputabilità del soggetto e quindi la sua "capacità di intendere e di volere" (art. 85 c.p.).
- Il vizio totale di mente si ha, ai sensi dell'art. 88 c.p., allorché colui che ha commesso il fatto era per infermità in tale stato di mente da escludere la capacità di intendere e di volere. La conseguenza è la non punibilità dell'agente. In tal caso però il giudice potrà disporre la misura di sicurezza in REMS, ma solo ove accerti in concreto gli estremi della pericolosità sociale psichiatrica.
- Il vizio parziale di mente si ha, in base all'art. 89 c.p., allorché colui che ha commesso il fatto era per infermità in tale stato di mente da scemare grandemente senza escludere la capacità di intendere e di volere. In tal caso il soggetto risponderà egualmente del reato commesso, ma la pena è diminuita.

## Categorizzazione
In campo giuridico, solitamente, si tende ad escludere dalla categoria di infermità mentali:
- alcuni tratti e disturbi di personalità che compongono la struttura del soggetto, ossia il suo modo di essere nel mondo;
- sindromi o disturbi psichici in stato di remissione o in assenza di evidenti segni psicopatologici;
- disturbi che presentono una sintomatologia non chiara e dibattuta.

Sono, invece, ritenuti come possibili stati di infermità mentale e quindi come disturbi a cui è possibile applicare gli artt. 88 ("Vizio totale di mente") e 89 ("Vizio parziale di mente") del codice penale, i seguenti:
- evidenti manifestazioni acute di scompensi psicopatologici, solitamente di natura psicotica;
- deterioramento cognitivo grave dovuto a un disturbo mentale di tipo organico;
- stati schizofrenici che causano destrutturazione della personalità in modo evidente;
- gravi disturbi di personalità che presentano rari, ma documentabili episodi di scompensi di tipo psicotico o borderline.

Tali categorie rappresentano comunque delle convenzioni, poiché non vi è un chiaro limite tra una condotta che può essere definita ancora "normale" e una "patologica", tranne estremi e rari casi.